# مطار ليانغبينغ
مطار ليانغبينغ  (بالإنجليزية: Liangping Airport)‏ و(بالصينية: 梁平机场) (إياتا: LIA، إيكاو: ZULP) مطار عسكري/عام سابقاً يقع بمدينة Liangping في تشونغتشينغ في الصين. يبلغ طول المدرج 2300 م .

## وصلات خارجية
- http://www.flightstats.com/go/Airport/airportDetails.do?airportCode=LIA